# Moronen
De moronen (Moronidae) vormen een familie van vissen die tot de orde van baarsachtigen (Perciformes) behoren. Er zijn in totaal zes soorten, verdeeld over twee geslachten: Dicentrarchus en Morene. Volgens Nelson behoren ook vissen uit de familie Aziatische zaagbaarzen (Lateolabracidae) tot deze familie, maar meestal worden deze als zelfstandige familie beschouwd.

## Verspreiding en leefgebied
De moronen worden gewoonlijk in kustwateren in het oosten van Noord-Amerika en Europa aangetroffen.

## Kenmerken
De vissen worden gewoonlijk zo'n 120 centimeter lang, maar er zijn exemplaren langer dan 180 centimeter aangetroffen. Het is een populaire hengelsportvis.

## Geslachten
- Dicentrarchus Gill, 1860[2]
- Morone Mitchill, 1814[2]